# Shantang, Guangdong
Shantang är en köping i sydöstra Kina. Den ligger i stadsdistriktet Qingxin i staden Qingyuan i provinsen Guangdong, omkring 64 kilometer nordväst om provinshuvudstaden Guangzhou. Antalet invånare är 48 896. Befolkningen består av 24 113 kvinnor och 24 783 män. Barn under 15 år utgör 15,0 %, vuxna 15-64 år 72 %, och äldre över 65 år 12,0 %.